# صفحات غيت هب
صفحات غيت هب (بالإنجليزية: GitHub Pages)‏ هي خدمة مجانية تُقدمها منصة غيت هب لِاستضافة صفحات الوِب الثابتة. تُستخدم هذه الخدمة لإنشاء مواقع بسيطة وسريعة باستخدام ملفات لغة توصيف النص الفائق، وأوراق الأنماط المتتالية، وجافاسكريبت. تُعتبر خيارًا مناسبًا للمطورين والهواة على حد سواء، وتتميز بسهولة التكامل مع مستودعات غيت هب، مما يجعلها أداة فعالة لاستضافة المشاريع الشخصية والمفتوحة المصدر.

## الميزات
- سهولة الاستخدام: لا تتطلب إعداد خوادم مخصصة.[5]
- تكامل سلس مع غيت هب: تُبنى المواقع مباشرة من مستودعات الأكواد.
- مجانية بالكامل: لا تتطلب أي اشتراك مدفوع.
- دعم النطاقات المخصصة: يمكن استخدام نطاق خاص بالمستخدم.
- دعم القوالب الجاهزة: مثل جيكل، وهو مولد مواقع ثابتة يُستخدم على نطاق واسع في إنشاء المدونات.

## كيفية العمل
1. إنشاء مستودع جديد على غيت هب.[6]
2. رفع ملفات الموقع (HTML، CSS، جافاسكريبت).
3. تفعيل الخدمة من خلال إعدادات المستودع.
4. نشر الموقع باستخدام عنوان URL يبدأ بـ username.github.io.

## الاستخدامات الشائعة
- استضافة المدونات الشخصية باستخدام مولدات المواقع الثابتة مثل Hugo.
- استضافة الوثائق لمشاريع برمجية.[7]
- إنشاء مواقع شخصية لعرض المعلومات أو نماذج الأعمال.
- عرض المشاريع المفتوحة المصدر.

## خطوات إعداد نطاق مخصص
1. شراء نطاق من مزود خدمة نطاقات مثل جودادي أو نايم شيب.[8]
2. ربط النطاق بصفحات غيت هب باستخدام إعدادات DNS.
3. تحديث إعدادات المستودع لتفعيل النطاق المخصص.

## القيود
- المحتوى الثابت فقط: لا تدعم صفحات غيت هب البرمجيات الخادمة مثل بي إتش بي أو قواعد البيانات.[9]
- حجم التخزين المحدود: الحد الأقصى لحجم المستودع هو 1 جيجابايت.
- قوانين الاستخدام: لا يُسمح باستخدام الخدمة لاستضافة مواقع تجارية كبيرة أو محتوى مخالف للقوانين.

## وصلات خارجية
- الموقع الرسمي
- وثائق صفحات غيت هب الرسمية